# 极光行动
极光行动（英語：Operation Aurora）或欧若拉行动，是2009年12月中旬可能源自中国的一场网络攻击，其名称“Aurora”（意为极光、欧若拉）来自攻击者电脑上恶意文件所在路径的一部分。遭受攻击的除了Google外，还有20多家公司：其中包括Adobe Systems、Juniper Networks、Rackspace、雅虎、赛门铁克、诺斯洛普·格鲁门和陶氏化工。这场攻击过后，Google提出了它的新计划：它将“在必要的法律范围内”，于中国运营一个完全不受过滤的搜索引擎；同时Google也承认，如果该计划不可实现，它将可能离开中国并关闭它在中国的办事处。

## 历史
2010年1月12日，Google在它的官方博客上披露了该公司遭到网络攻击的时间。该文指出，Gmail服务在12月中旬遭到了來自中國「精心策劃且目標明確」的攻擊，此外还有20多家公司也遭受了类似的攻击（而部分来源显示超过34家）。在文中，Google进一步表示，由于中国政府在2009年对网上言论自由的继续收紧，它将计划“在必要的法律范围内”于中国运营一个完全不受过滤的搜索引擎，并就此事与中国政府商讨；假如无法协调一致，Google将可能离开中国并关闭它在中国的办事处。Google还特意表明了该次决定是由美国的管理团队作出的，它的中国团队并不知情，也未曾参与。《连线》杂志网站引述匿名消息人士称，谷歌中国员工此前曾多次遭到讯问，他们因而希望这样能确保其中国员工的安全。
同日，美国国务卿希拉里·克林顿发表了一则简短声明谴责此次攻击事件，并要求中国作出回应。中国政府当时并未做出正式回应，仅有一位匿名官员表示中国网络管理当局在收集更多关于Google退出中国声明的信息。13日，AHN通讯社报道说，美国国会计划对Google的指控进行调查，后者指控中国政府利用计算机服务监视人权活动人士。1月14日，中国国务院新闻办公室主任王晨在接受《人民日报》记者采访时表示，网络安全主要受到了淫秽色情信息、黑客攻击、网络欺诈的威胁。法国国际广播电台（RFI）解读说，王晨的发言有着为中国互联网审查制度辩护的明显用意。同日，中华人民共和国外交部发言人姜瑜也在例行记者会上表示，中国互联网是开放的，中国政府依法管理互联网，禁止任何黑客攻击行为，其针对互联网的行政法规也符合国际惯例；并称中国政府将向美方重申该立场。2010年11月28日，维基解密泄露的一些外交电报具体描述了中国最高政治决策机构中央政治局是如何指导攻击谷歌计算机系统的。
1月15日，《新闻周刊》网站刊发了对Google首席执行官埃里克·施密特的采访全文。斯密特在采访中透露说，他们正在与中国政府就谷歌中国的去留问题进行商讨。他并不否认有继续留在中国的可能性，同时也表示公司并不仅被商业利益所左右：他们退出中国市场是“基于价值的抉择”，否则就应当遵从商业抉择而“繼續參與中國市場”。
1月29日，谷歌CEO施密特在达沃斯论坛上再言反对中国网络审查制度。施密特重申谷歌希望在中国维持运营，但他也表示，如果必须遵守中国网络审查制度，那么谷歌就不希望在中国继续做下去。

## 对攻击的分析
在博文中，Google表示有部分知识产权遭到盗窃。它认为，黑客的主要兴趣在于访问中国持不同政见者的Gmail帐户。然而，黑客仅成功查看了两个账户的部分信息，而其中仅包含有邮件主题行以及账户创建日期。1月14日，杀毒软件厂商McAfee发表文章分析说，这场攻击做得十分巧妙。攻击者利用了Internet Explorer浏览器的零日漏洞；微软已就这一问题发布了公告。Verisign的iDefense实验室称，这次攻击是由“中国或其代理人的特工”实施的。同时，利用漏洞的代码对代码中采用的堆喷射技术应用了javascript加密变形，使得检测困难。攻击者使用不同的免费2级域名作为跳板远程控制木马，攻击代码也有多个变种。中国的安全机构安天实验室发表的报告称，虽然一系列攻击的相关性很高，但是目前的证据还不能绝对确认所有的攻击都来自同一源头。
McAfee随后为客户提供了应对“极光行动”攻击的网页，并提醒用户在点击或打开可能带有恶意软件的电子邮件时需保持警惕：黑客会利用诸如为海地地震募捐等手段骗取用户打开钓鱼邮件。
赛门铁克将这个行动中，木马程序(Hydraq/Aurora)的平台称为“Elderwood Platform”。（名字来源于攻击者在源代码中使用的变量名），其攻击目标包括机构组织和制造业供应链，最主要攻击目标是国防承包商，次要攻击目标是人权或非政府组织，许多被攻击网站都与宗教、台湾、香港和中国大陆有关。攻击方式大量利用零日攻擊，通过钓鱼邮件和网站漏洞传播恶意程序。

## 影响

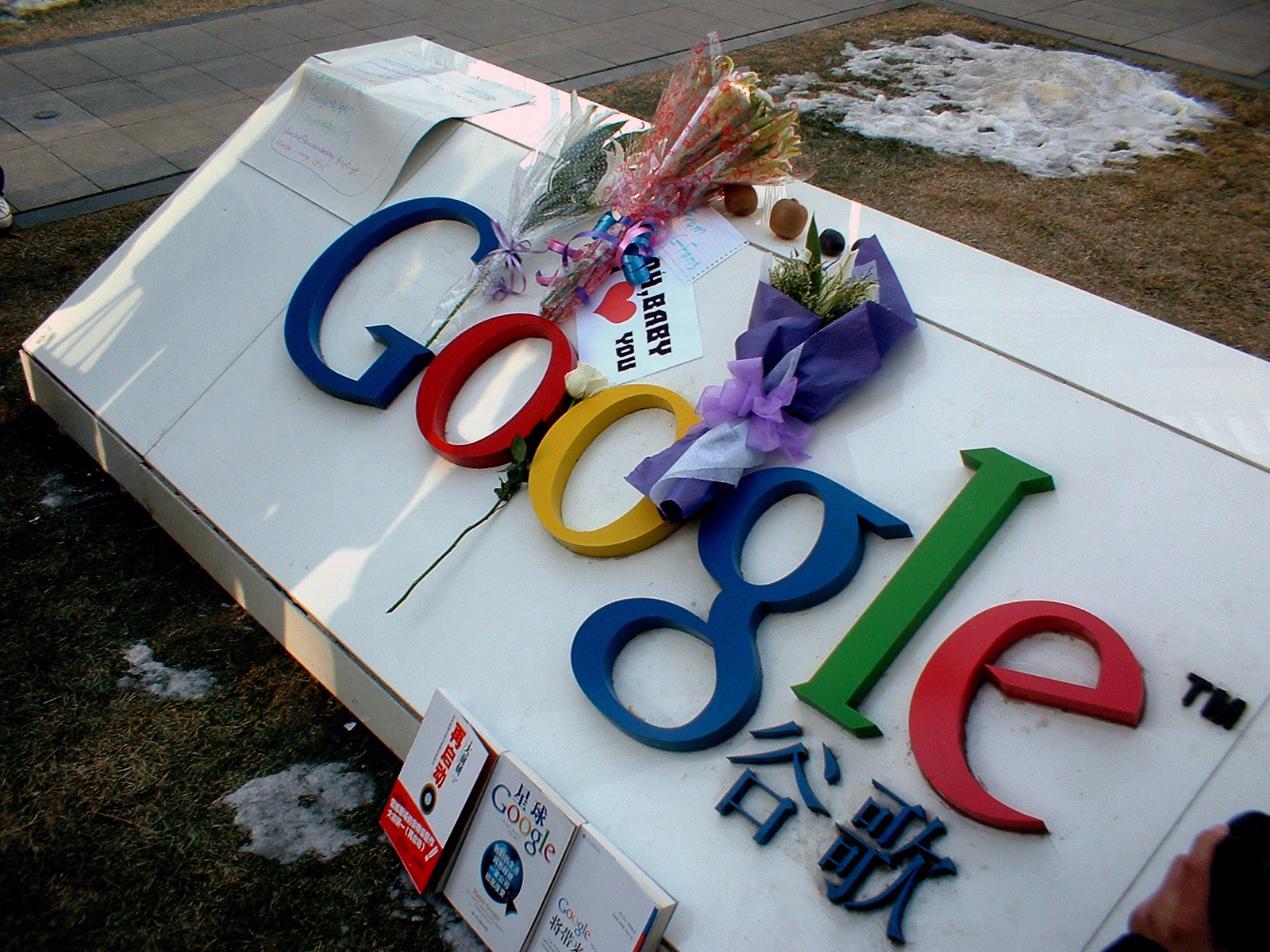
网民在中关村谷歌中国总部献花。

Google的声明引起了大量媒体的关注。英国《卫报》引述香港大学新闻及传媒研究中心助理教授麦康瑞的话提到，Google的这一决定为别的企业树立了一个榜样，也就是多为用户着想而不仅是考虑商业利益。美国《华尔街日报》从商业利益方面分析了Google退出中国的后果，认为百度、网易、搜狐和腾讯等门户网站都将从中受益。新华社旗下的《经济参考报》则将主要原因归纳为Google在华业务长期不理想，并先后引述了唐骏、方兴东等多名业内人士的话来说明Google退出中国“将是他们做出的历史上最蠢的决定”（唐骏语）。
1月11日，Google的竞争对手百度正因一场域名劫持事件而股价下跌；但当Google在次日发表考虑退出中国市场的文章后，百度的股价上升了7%左右。根据《南方都市报》的报道，百度的首席产品设计师孙云丰曾发表了名为《Google市侩，我感到恶心》的博文，其中以个人观点评论说，将Gmail信箱遭到攻击作为退出中国的借口，是在“侮辱中国普通老百姓的智商”。他还假设道，如果Google能占据中国80%的搜索市场份额，就绝不会这么高调地宣布退出。在遭到不少网民的批评后，孙删除了该文，但表示不会收回他的观点。其他转载的网站随后也陆续删除了该博文，有站长表示是百度施加了压力所致。
在互联网上，Google考虑退出中国的决定也引起了广泛的讨论。在中国互联网上，既有网民要求Google“滚得越远越好的”，也有网民希望Google能继续留在中国。而在微博Twitter上，有众多网民通过在更新中加入“#GoogleCN”来表达自己的关注，这使得“#GoogleCN”、“Google”和“China”迅速登上了当时的Twitter关键词热榜，甚至超过了协助援救2010年海地地震的“Help Haiti”。在北京，有Google的支持者在清华科技园Google中国办事处外献上鲜花，但遭到了一名保安的阻止，他表示献花必须经过有关部门批准，否则即为“非法献花”。《华尔街日报》报道说，有Google的中国用户称，如果Google的国际网站遭到了报复性的屏蔽，她将采取“翻墙”的方式访问Google。
美国之音、环球网等网站都对网络民意进行了在线调查。截至1月18日，在美国之音的调查中，认为Google考虑退出中国的原因是“网络信息受到检查”占有约七成，而认为是“在中国业务不好”则占约一成。1月13日，环球网公布调查结果时，提到有超过半数的网民认为“谷歌退出不会对其使用互联网产生影响”，而约七成的网民认为“中国政府不应接受谷歌提出的条件”；次日，环球网表示其投票结果遭人干扰，导致“赞成中国政府接受谷歌条件”迅速上升。1月15日，环球网又发起了另一场调查，截至1月18日，认为此事件“背后有美国政治因素介入，绝非单纯的企业行为”的票数已近八成。
1月14日，RFI在报道中提到，中共中央宣传部要求各平面媒体不得深度报道Google退出中国事件，而国务院新闻办公室也下令各新闻网站在互动环节上删除网民献花的图片及贴文。